# زبیر ازکرگورتا
زبیر ازکرگورتا (انگلیسی: Xabier Azkargorta؛ زادهٔ ۲۶ سپتامبر ۱۹۵۳) بازیکن فوتبال اهل اسپانیا است.
از باشگاه‌هایی که در آن بازی کرده‌است می‌توان به باشگاه فوتبال اتلتیک بیلبائو و باشگاه فوتبال اتلتیک بیلبائو بی اشاره کرد.